# Josefův Důl (Liberec)
Josefův Důl é uma comuna checa localizada na região de Liberec, distrito de Jablonec nad Nisou‎.